# Epiphanes desmeti
Epiphanes desmeti är en hjuldjursart som beskrevs av Rougier och Pourriot 2006. Epiphanes desmeti ingår i släktet Epiphanes och familjen Epiphanidae. Inga underarter finns listade i Catalogue of Life.